# Marinero de luces (canción)
Marinero de luces es una canción compuesta por José Luis Perales para el álbum homónimo de Isabel Pantoja en 1985.

## Descripción
Se trata del tema principal del álbum del mismo título, que suponía el regreso a la vida artística de la intérprete, tras el fallecimiento de quien fuera su marido, Francisco Rivera Paquirri, en una corrida de toros dos años antes. Esta copla es una alegoría de la pérdida del ser querido, usando la metáfora del marinero que abandona el puerto provocando la tristeza de quien queda en tierra llorando la ausencia.

## Versiones
Interpretada por la cantante de Azúcar Moreno Toñi Salazar (2011), por Beatriz Luengo ambas en el talent show de Antena 3 Tu cara me suena, también fue interpretada por la cantante Jimena Inés Bustos, en La Voz Kids Uruguay 2023, una participante llamada Ladwika "Lali" Piña de 8 años cantó la canción.